# 유럽쏙독새

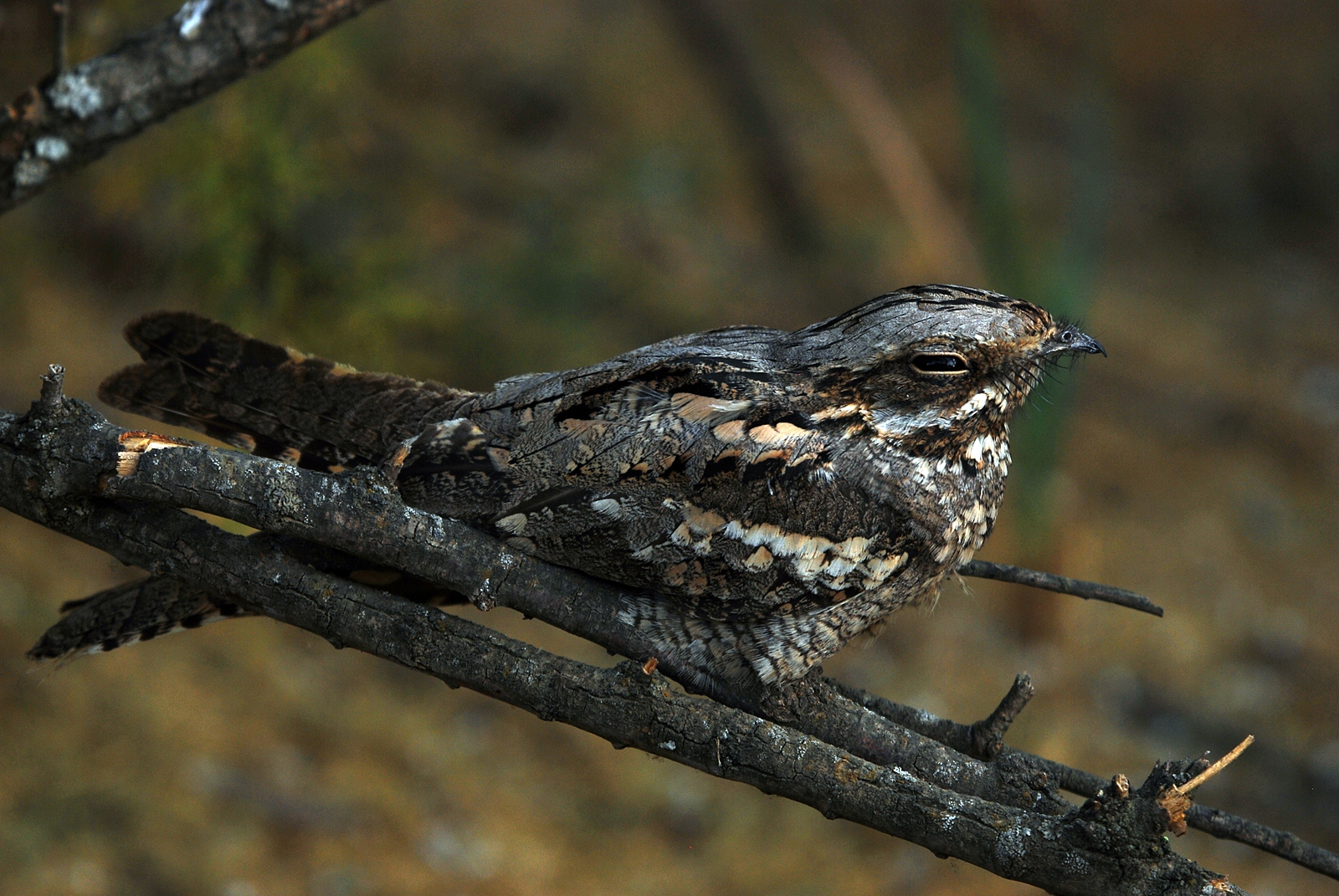

유럽쏙독새(학명: Caprimulgus europaeus, European nightjar, common goatsucker, Eurasian nightjar, nightjar)는 쏙독새과에 속하는 박명박모성 야행성 새로, 유럽 대부분 지역과 구북구, 몽골, 중국 북서부에서 서식한다. 6개의 아종이 식별된다. 모든 개체수가 철새이며 사하라 이남 아프리카에서 겨울을 난다.  촘촘한 패턴의 회색, 갈색 깃털로 인해 땅에서 움직이지 않고 쉬고 있을 때 낮에는 눈에 잘 띄지 않으나 수컷은 밤에 비행할 때 날개와 꼬리에 흰 조각 부분을 보인다.
황야 등 작은 덤불과 나무 몇 그루가 있는 건조하고 개방된 곳에서 서식한다. 수컷은 봄에 영토를 차지한다.
다양한 살아있는 곤충을 먹이로 한다. 눈은 상대적으로 크며 휘판이 있어 야간 시력을 향상시킨다. 곤충을 찾기 위해 청각에만 의존하지 않으며 반향 위치 측정을 하지 않는다. 물을 마시고 몸을 씻는 일은 비행 중에 이루어진다. 서식지 감소가 이 종의 주된 위협이다. 개체수 감소에도 불구하고 국제 자연 보전 연맹에 의해 최소관심종으로 분류되고 있다.